# Верхівська сільська рада (Рівненський район)
Верхі́вська сільська́ ра́да — орган місцевого самоврядування в Рівненському районі Рівненської області. Адміністративний центр — село Верхівськ.

## Загальні відомості
- Верхівська сільська рада утворена в 1940 році.
- Територія ради: 47,009 км²
- Населення ради: 1 527 осіб (станом на 2001 рік)

## Населені пункти
Сільській раді підпорядковані населені пункти:
- с. Верхівськ
- с. Кривичі
- с. Макотерти
- с. Пересопниця
- с. Шостаків
- с. Ясининичі

## Склад ради
Рада складається з 16 депутатів та голови.
- Голова ради: Іванчук Роман Сергійович
- Секретар ради: Лапікура Тетяна Володимирівна

### Керівний склад попередніх скликань
| Прізвище, ім'я, по батькові  | Основні відомості                                                                                              | Дата обрання | Дата звільнення |
| ---------------------------- | --- | ------------ | --------------- |
| Антонюк Володимир Андрійович | Сільський голова, 1955 року народження, безпартійний                                                           | 26.03.2006   | 31.10.2010      |
| Іванчук Роман Сергійович     | Сільський голова, 1981 року народження, освіта середня загальна, член Всеукраїнського об'єднання «Батьківщина» | 31.10.2010   |                 |

Примітка: таблиця складена за даними сайту Верховної Ради України